# Législature d'État de l'Idaho
Capitole de l'État de l'Idaho, Boise
La législature d'État de l'Idaho (en anglais : Idaho Legislature) est l'organe législatif du gouvernement de l'État américain de l'Idaho. 
Parlement bicaméral, l'Assemblée générale est composée de la Chambre des représentants de l'Idaho (70 membres) et du Sénat de l'Idaho (35 membres). Elle se réunit dans le Capitole de l'État de l'Idaho à Boise.
À l'heure actuelle, les deux chambres de la législature de l'Idaho sont contrôlées par le Parti républicain avec une grande majorité (80%).